# شهرستان اردوباد
اردوباد (به لاتین: Ordubad) یکی از بخش‌های جمهوری آذربایجان است که مرکز آن نیز شهری به همین نام است.